# Chiesa di Maria Vergine della Salute
La chiesa di Maria Vergine della Salute è la parrocchiale di Cormor, frazione di Udine, in provincia e arcidiocesi di Udine; fa parte del vicariato urbano di Udine.

## Storia
Nel 1874 venne aperta al culto nel borgo di Cormor una prima cappelletta ad opera di don Carlo Antonini.
Col tempo, però, i fedeli sentirono il bisogno di una chiesa vera e propria. Così, il 12 aprile 1914 si tenne la cerimonia di posa della prima pietra del nuovo edificio; i lavori furono ultimati nel giro di cinque mesi e il 5 novembre 1914 l'arcivescovo di Udine Antonio Anastasio Rossi celebrò la consacrazione.
La chiesa venne eretta a parrocchiale nel 1926; l'edificio fu ristrutturato in seguito all'evento sismico del 1976, mentre poi attorno al 1980 si provvide ad eseguire l'adeguamento liturgico secondo le norme postconciliari mediante l'aggiunta dell'ambone e dell'altare rivolto verso l'assemblea.

## Descrizione

### Esterno
La facciata a capanna della chiesa, rivolta a sudest e rivestita in mattoni, presenta centralmente il portale d'ingresso, sormontato da una lunetta con scritta dedicatoria, e sopra il rosone, mentre sotto le linee di gronda corre una fila di archetti pensili.
Vicino alla parrocchiale è il campanile a base quadrata, la cui cella presenta su ogni lato una trifora ed è coronata dalla guglia conoidale.

### Interno
L'interno dell'edificio si compone di un'unica navata, lungo i cui fianchi sono collocati i due confessionali e le cui pareti sono scandite da lesene sorreggenti la trabeazione modanata sopra cui s'imposta il soffitto piano; al termine dell'aula è introdotto attraverso l'arco trionfale il presbiterio, sopraelevato di alcuni gradini e chiuso dall'abside di forma semicircolare.